# Oxid hlinitý
Oxid hlinitý (Al2O3) je krystalická látka, obvykle bílé barvy, která vzniká při spalování hliníku nebo dehydratací hydroxidu hlinitého. Oxid hlinitý se v přírodě vyskytuje jako velmi tvrdý nerost korund. Odrůdy korundu jsou smirek a drahé kameny – modrý safír a červený rubín. Surovinou pro výrobu oxidu hlinitého je bauxit. Jedná se o tepelně velmi odolnou sloučeninu, která má ovšem amfoterní povahu. Díky svojí netoxicitě se využívá jako plnivo do látek denní potřeby, slouží jako katalyzátor, díky vysoké tvrdosti se používá jako abrazivo a hlavně je meziproduktem při výrobě hliníku z bauxitu.

## Fyzikálně-chemické vlastnosti
Oxid hlinitý je bílá prášková látka, ve vodě je nerozpustná, ale bobtná za vzniku hydroxidu hlinitého. Oxid hlinitý má amfoterní povahu, působením kyselin se rozpouští za vzniku solí hlinitých a působením zásad tvoří hlinitany. Má vysokou teplotu tání a varu a velmi vysokou tvrdost (v Mohsově stupnici 9).

## Krystalové modifikace
Oxid hlinitý krystaluje v několika modifikacích bezvodých a několika modifikacích hydratovaných. V nejběžnější modifikaci α krystaluje korund, ta je trigonální (klencová neboli romboedrická), modifikace β je šesterečná (hexagonální) a modifikace γ je krychlová (kubická). Jako monohydrát krystaluje oxid hlinitý Al2O3·H2O buď v bazálně centrované kosočtverečné (ortorombické) modifikaci, která se v přírodě nachází jako minerál boehmit, nebo v čistě kosočtverečné a v té se v přírodě vyskytuje v minerálu diasporu. Jako trihydrát krystaluje oxid hlinitý Al2O3·3H2O v jednoklonné modifikaci (monoklinické) a v té krystaluje v přírodě minerál gibbsit.

## Výskyt v přírodě
Korund je nejčastěji přirozeně se vyskytující krystalická forma oxidu hlinitého. Mnohem méně běžné rubíny a safíry jsou drahokamy – kvalitní formy korundu, které vděčí za své charakteristické barvy stopám iontů barevných kovů ve své struktuře. Rubíny mají charakteristicky sytě červenou barvu díky stopám iontů chromu a jejich laserové kvality se využívají v technice (první laser vyrobený v roce 1960 používal rubín, používají se však i jiné materiály). Safíry se vyskytují v různých barevných odstínech modré a zelené a přechody mezi nimi, které jsou způsobeny příměsemi iontů železa a titanu.
V přírodě se dále vyskytují také hydratované podoby oxidu hlinitého. V podobě monohydrátu Al2O3·H2O se v přírodě vyskytují dva nerosty a to boehmit a diaspor, které se od sebe liší krystalovou modifikací. V podobě trihydrátu Al2O3·3H2O se v přírodě vyskytuje gibbsit.

## Výroba
Oxid hlinitý se vyrábí z bauxitových rud. Chemickou podstatou bauxitu je směs všech hydratovaných forem oxidu hlinitého s dalšími nečistotami, kterými jsou zejména oxidy železa goethit a hematit a sklářský minerál kaolinit, od kterých je potřeba bauxit přečistit. Čištění probíhá tzv. Bayerovým procesem, ve kterém dochází k dohydratování hlinité rudy až na hydroxid hlinitý. Ruda proto musí být velmi jemně namletá:
Al2O3 + 3 H2O → 2 Al(OH)3
Až na oxid křemičitý SiO2 zůstanou všechny látky nerozpuštěny. Po filtraci této základní směsi se odstraní oxidy železa. Následně se roztok ochladí, čímž se posune rovnováha ve prospěch tvorby hydroxidu hlinitého a křemičitany zůstanou v roztoku. Pevný podíl se oddělí a kalcinuje se (vysoce zahřeje), čímž dojde ke vzniku oxidu hlinitého.
2 Al(OH)3 → Al2O3 + 3 H2O
Takto vzniklý oxid hlinitý se označuje jako alumina a je to bílá práškovitá látka.

## Využití
Největší množství oxidu hlinitého se zpracovává dále na hliník, obvykle tzv. Hallovým procesem. Při něm se surový oxid hlinitý vyrobený podle postupu v předchozím odstavci z bauxitu roztaví spolu s kryolitem v obří elektrické peci. Kryolit Na3[AlF6] slouží jako látka snižující teplotu tání oxidu hlinitého o 1 000 °C a značně tím snižuje potřebné náklady (méně energie na roztavení). Pec je tvořena uhlíkovou anodou a katodou, na které se vylučuje hliník. Roztavený hliník se potom z elektrické pece odčerpává do předem určených lázní nebo rovnou do forem.
Jelikož je oxid hlinitý chemicky inertní, relativně netoxický a bílý, tak se využívá jako plnivo do plastických hmot, porcelánu, zubních cementů, barev a do opalovacích krémů.
Jako katalyzátor se využívá v široké škále reakcí ve všemožných odvětvích průmyslu. Například se využívá v Clausově procesu výroby síry ze sirovodíku. Dále se používá v organické syntéze k dehydrataci alkoholů na alkeny a na některé Zieglerovy–Nattovy polymerizace.

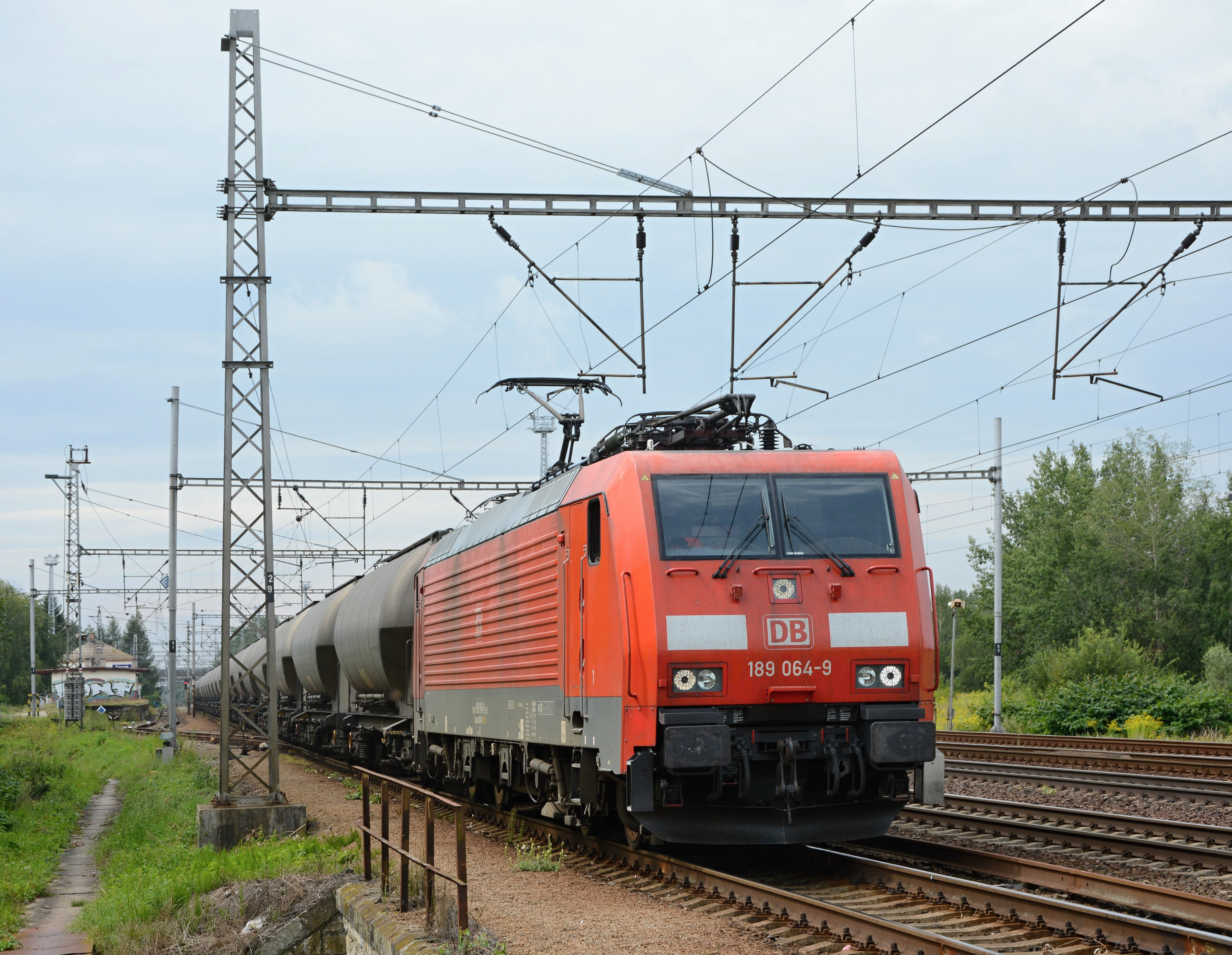
Vlak přepravující oxid hlinitý

Velmi často se využívá tzv. abrazivum (zdrsňovadlo). V Mohsově stupnici má oxid hlinitý tvrdost 9 z 10 a patří tedy k nejtvrdším materiálům, v různých aplikacích proto nahrazuje o hodně dražší diamanty. Běžně se s ním dá setkat v podobě smirkového papíru. Setkat se s ním lze i v přípravcích na opravu poškrábaných CD/DVD disků. Stejné využití má i v zubních pastách, kam se také přidává. A jako ochranný prvek se používá v leštidlech na parkety, kterým má tak zaručit větší odolnost.
Lze využít ve filtrech na odstraňování vzdušné vlhkosti ze vzduchu. Oxid hlinitý má vynikající „savé“ vlastnosti a v chemických laboratořích se využívá pro chromatografii. Ve zdravotnictví se využívá jako materiál pro výrobu umělých kyčelních kloubů.
Díky vysoké teplotě tání se používá jako náplň fluidních kalibračních pecí. Když je prášek oxidu hlinitého pomocí vzduchu nadnášen, chová se jako kapalina a při tom má dobré vlastnosti přenosu tepla. Rovnoměrně ohřívá kovový blok kalibrační pece.